# Göran Söllscher
Göran Söllscher, né le 31 décembre 1955 à Växjö, en Suède est un guitariste classique.

## Biographie
Söllscher commence la guitare à l'âge de 7 ans. Il reçoit un diplôme de l'Académie de musique de Malmö, puis de l'Académie royale danoise de musique de Copenhague où il étudie l'interprétation avec Per-Olof Johnson.
En 1978, à l'âge de 23 ans, il remporte le premier prix du Concours international de guitare à Paris. Il signe ensuite avec la compagnie Deutsche Grammophon avec laquelle il lancera plus de vingt disques, dont l'intégrale de l'œuvre pour luth de Jean-Sébastien Bach.
Membre de l'Académie royale de musique de Suède, il se produit dans le monde entier comme récitaliste avec une guitare sur mesure à onze cordes. Il enseigne la guitare à l'Académie de musique de Malmö et à l'Université de Lund.